# Larraga
Larraga és un municipi de Navarra, a la Comarca de Tafalla, dins la merindad d'Olite.

## Demografia
| Evolució demogràfica                               | Evolució demogràfica | Evolució demogràfica | Evolució demogràfica | Evolució demogràfica | Evolució demogràfica | Evolució demogràfica | Evolució demogràfica | Evolució demogràfica | Evolució demogràfica | Evolució demogràfica |
| 1996                                               | 1998                 | 1999                 | 2000                 | 2001                 | 2002                 | 2003                 | 2004                 | 2005                 | 2006                 | 2007                 |
| -------------------------------------------------- | -------------------- | -------------------- | -------------------- | -------------------- | -------------------- | -------------------- | -------------------- | -------------------- | -------------------- | -------------------- |
| 1.900                                              | 1.889                | 1.878                | 1.892                | 1.937                | 1.969                | 1.974                | 1.963                | 2.007                | 2.021                | 2.047                |
| Fonts: Larraga i Institut d'Estadística de Navarra |                      |                      |                      |                      |                      |                      |                      |                      |                      |                      |